# Pertyia sericea
Pertyia sericea är en skalbaggsart som först beskrevs av Perty 1832.  Pertyia sericea ingår i släktet Pertyia och familjen långhorningar. Inga underarter finns listade i Catalogue of Life.